# Edward Daniel Clarke

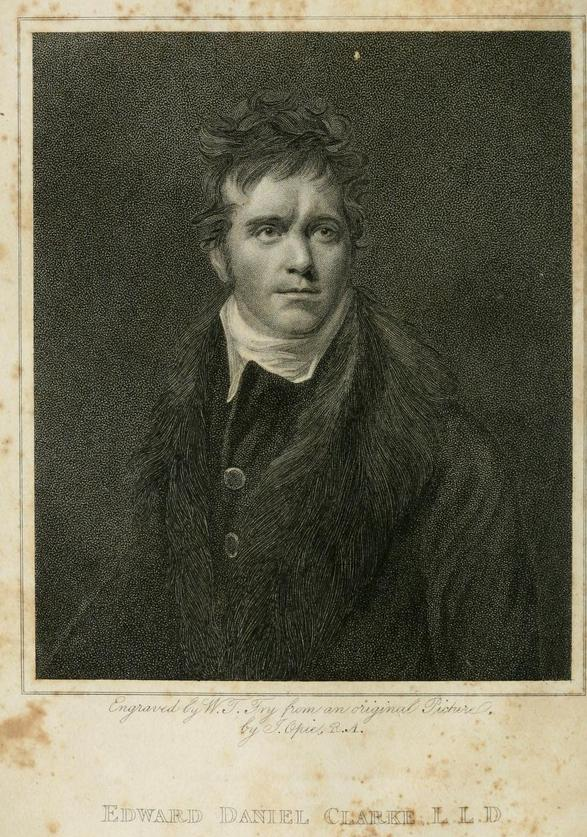
Edward Daniel Clarke, Lithographie von W. J. Fry (1816)

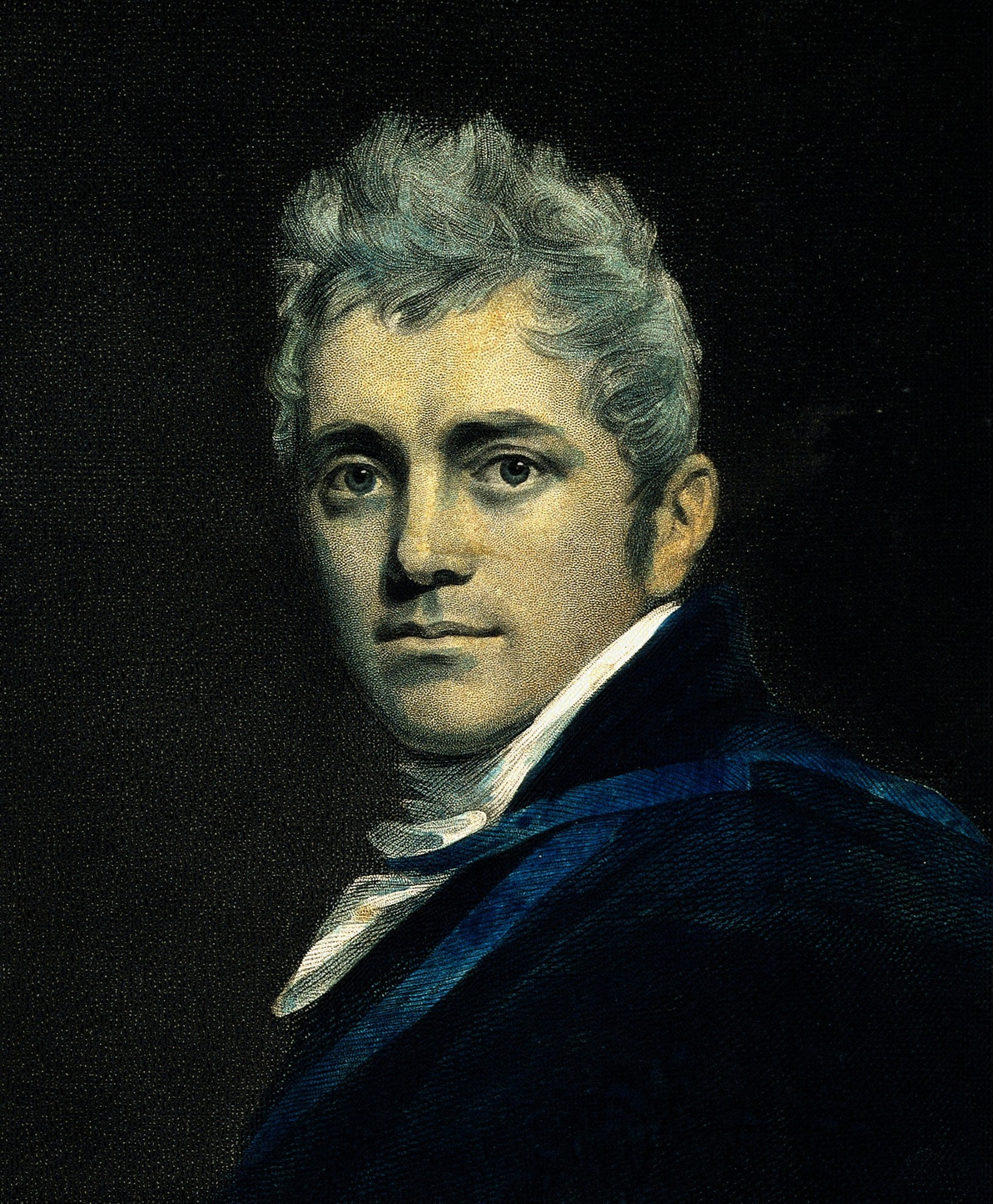
Edward Daniel Clarke, kolorierter Punktstich von E. Scriven (1825) nach einer Vorlage von J. Opie

Edward Daniel Clarke (* 5. Juni 1769 in Willingdon, Sussex; † 9. März 1822 in London) war ein englischer Reisender und Mineraloge. Sein botanisches Autorenkürzel lautet „E.D.Clarke“.

## Leben und Wirken

### Herkunft und Ausbildung
Clarke war das zweite der vier Kinder Reverend Edward Clarke (1730–1786) und dessen Frau Anne Grenfield (1737/8–1802). Er war ein Enkel des Antiquars William Clarke (1696–1771). Sein älterer Bruder war James Stanier Clarke (1766–1834). Clarke wurde zunächst vom Kurat seines Vaters privat unterrichtet, bevor er ab 1779 die Grammar School in Tonbridge besuchte.
Am 20. Oktober 1785 wurde Clarke als „Sizar“ zum Studium am Jesus College in Cambridge zugelassen. Dort graduierte er 1790 als Bachelor of Arts (B.A.).
Anschließend wurde Clarke Tutor von Henry Tufton (1775–1849), einem jüngeren Bruder von Sackville Tufton, 9. Earl of Thanet (1767–1825), mit dem er im Sommer 1791 eine Reise durch Großbritannien unternahm. Die Reisebeschreibung davon erschien 1793 anonym.

### Ausgedehnte Reisen
Von Juli 1792 bis November 1793 bereiste er, unter anderem in Begleitung von Lord Berwick (1770–1832), Italien. Im Januar 1794 brach Clarke erneut zu einer sechsmonatigen Reise durch Italien auf, wo er Vasen, Münzen und Medaillen sammelte. Vom Sommer 1794 bis zum Herbst 1796 war er in Wales Hauslehrer von Thomas Mostyn (1776–1831), einem Sohn von Roger Mostyn (1734–1796). Anschließend war Clarke für Lord Uxbridge (1744–1812) tätig und begleitete 1797 dessen jüngeren Sohn Berkeley Paget (1780–1842) auf einer Tour durch Schottland und segelte mit ihm zu den Äußeren Hebriden und der abgelegenen Insel St. Kilda.
Auf weiteren Reisen durch Skandinavien, Finnland, Russland, Sibirien, Kleinasien, Ägypten und Griechenland (1799 bis 1802) sammelte Clarke Mineralien, Manuskripte, Münzen und Skulpturen.

### Späteres Wirken
1808 wurde Clarke erster Professor für Mineralogie an der Universität Cambridge. 1819 gehörte er mit Adam Sedgwick und John Stevens Henslow zu den Gründern der Cambridge Philosophical Society.

## Ehrungen
Am 22. Juli 1815 wurde Clarke zum Ehrenmitglied der Preußischen Akademie der Wissenschaften gewählt. Er war ebenfalls Ehrenmitglied der Geological Society of London.

## Schriften (Auswahl)
Bücher
- A tour through the south of England, Wales, and part of Ireland, made during the summer of 1791.  Minerva Press, London 1793 (Digitalisat, Digitalisat) – anonym.
- Testimony of Different Authors, Respecting the Colossal Statue of Ceres, Placed in the Vestibule of the Public Library at Cambridge, July the 1st, 1803; with A Short Account of its Removal from Eleusis, November 22, 1801. Francis Hodson, Cambridge 1803 (UB Heidelberg digital) (Google) – anonym.
- The Tomb of Alexander. A Dissertation on the Sarcophagus Brought from Alexandria, and now in the British Museum. T. Cadell and W. Davies, Cambridge 1805 (Hathitrust).
- A syllabus of lectures in mineralogy. Cambridge 1807 (Digitalisat).
  - 2. Auflage, London 1818.
  - 3. Auflage, Cambridge 1820 (Digitalisat).
- A Description of the Greek Marbles Brought from the Shores of the Euxine, Archipelago, and Mediterranean, and Deposited in the University Library. Syndics of the Press, Cambridge 1809 (archive).
- Travels in various countries of Europe, Asia, and Africa. 6 Bände, T. Cadell and W. Davies, London 1810–1823:
  - Teil 1: Russia, Tartary and Turkey (London: T. Cadell and W. Davies 1810) (archive). Eine erweiterte Neuausgabe erschien 1839 (siehe unten)
    - Französische Ausgabe 1813: Voyages en Russie, en Tartarie et en Turquie (…) Traduit de l'anglais. Avec trois cartes géographiques et deux plans. 3 Bände. Paris: Buisson / Arthus-Bertrand (Google: Band I – Band II – Band III)
    - Deutsche Ausgabe 1817: Edward Daniel Clarke's, Professors zu Cambridge, Reise durch Rußland und die Tartarei in den Jahren 1800–1801. Aus dem Englischen übersetzt von Ph. Chr. Weyland. Weimar: Landes-Industrie-Comptoir (Google) (Scan archive)
    - Niederländische Ausgabe 1819–1820: Reis door Rusland en Tartarye, gedaan in de jaren 1800 en 1801. Naar het Engelsch. 2 Bände. Haarlem: Erven François Bohn (Hathitrust: Band I – Band II)

  - Teil 2: Greece Egypt and the Holy Land. Abschnitt 1 (London: T. Cadell and W. Davies 1812) (archive)
  - Teil 2: Greece Egypt and the Holy Land. Abschnitt 2 (London: T. Cadell and W. Davies 1814) (archive) (Google)
  - Teil 2: Greece Egypt and the Holy Land. Abschnitt 3. To which is Added a Supplement Respecting the Author's Journey from Constantinople to Vienna Containing his Account of the Gold Mines of Transylvania and Hungary (London: T. Cadell and W. Davies 1816) (Google) (Scan archive)
  - Teil 3: Scandinavia.Abschnitt 1 (London: T. Cadell and W. Davies 1819) (archive) (Google)
  - Teil 3: Scandinavia. Abschnitt 2 (London: T. Cadell and W. Davies 1823) (Google).
- Catalogus sive notitia manuscriptorum qui a cel. E.D. Clarke comparati in bibliotheca Bodleiana adservantur. 2 Bände, Clarendon, Oxford 1812–1815 (Hathitrust).
- The gas blow-pipe, or Art of fusion by burning the gaseous constituents of water: giving the history of the philosophical apparatus so denominated; the proofs of analogy in its operations to the nature of volcanoes […]. R. Watts, London 1819 (Digitalisat).

Zeitschriftenbeiträge
- Methodical distribution of the mineral kingdom into classes, orders, genera, species, and varieties. In: The Critical review, or, Annals of literature. 3. Folge, Band 11, London 1807, S. 73–78 (Digitalisat).
- Of the koumiss of the calmucks, and of the ardent spirit which they distil from milk. In: The Philosophical magazine. Band 37, Nr. 153, 1811, S. 6–8 (Digitalisat, doi:10.1080/14786441108563231).
- Extrait de deux lettres […] sur les métaux de la baryte, de la strontiane, etc. In: Annales de chimie et de physique. Band 2, 1816. S. 430–432 (Digitalisat).
- Some observations respecting the new metals obtained from Barytes and Strontian; also of a pure metal observed in the decomposition of Boron; together with other remarks on the means of analysis afforded by burning a highly compressed mixture of the gaseous constituents of water. In: Annals of Philosophy. Band 8, 1816, S. 357–364 (Digitalisat).
- Account of some experiments made with Newman’s blow-pipe, by inflaming a highly condensed mixture of the gaseous constituents of water. In: The Journal of science and the arts. Band 2, Royal Institution, London 1817, S. 104–123 (Digitalisat).
- Further observations respecting the decomposition of the earths, and other experiments made by burning a highly compressed mixture of the gaseous constituents of water. In: The Annals of Philosophy. Band 9, Nr. 1, London 1817, S. 89–96 (Digitalisat).
- Improvement in the oxygen and hydrogen Blow-pipe. In: The Annals of Philosophy. Band 9, Nr. 2, London 1817, S. 162 (Digitalisat).
- A further continuation of the observations made by burning a highly compressed mixture of the gaseous constituents of water. In: The Annals of Philosophy. Band 9, Nr. 3, London 1817, S. 194–202 (Digitalisat).
- Further improvement in Broke’s Blow-pipe. In: The Annals of Philosophy. Band 9, Nr. 4, London 1817, S. 326–327 (Digitalisat).
- Analysis of one hundred parts of a dark Bituminous Limestone, from the Parish of Whiteford in Flintshire, North Wales. In: Transactions of the Geological Society of London. Band 4, 1817, S. 430–433 (Digitalisat, doi:10.1144/transgsla.4.430).
- Holmite. In: The Annals of Philosophy. Band 10, London 1817, S. 70–72 (Digitalisat).
- Account of some experiments made with the Gas Blow-pipe; being a continuation of former observations upon the same subject. In: The Annals of Philosophy. Band 10, London 1817, S. 133–138 (Digitalisat).
- Account of an improvement made in the Gas Blow-pipe; with some additional remarks upon the revival of metals from their oxides, and of the fusion of refractory bodies by means of the same instrument. In: The Annals of Philosophy. Band 10, London 1817, S. 373–377 (Digitalisat).
- Account of some remarkable minerals recently brought to this country from the island of Jan Mayen […]. Also a description and analysis of a substance called Petalite, from Sweden. In: The Annals of Philosophy. Band 11, London 1818, 194–198 (Digitalisat).
- Account of a meteor, apparently accompanied by matter falling from the atmosphere, as seen at Cambridge. In: The Annals of Philosophy. Band 11, London 1818, S. 273–274 (Digitalisat).
- On the aphlogistic lamp. In: The Annals of Philosophy. Band 11, London 1818, S. 304–305 (Digitalisat).
- Further account of Petalite, together with the analysis of another new Swedish mineral found at Gryphytta, in the province of Westmania, in Sweden. In: The Annals of Philosophy. Band 11, London 1818, S. 365–368 (Digitalisat).
- On the colouring constituents of Roses, and of flowers and leaves of other vegetable bodies. In: The Annals of Philosophy. Band 12, London 1818, S. 126–128, 296–299 (Digitalisat).
- Notice respecting the discovery of Pearl Sinter. In: The Annals of Philosophy. Band 12, London 1818, S. 463 (Digitalisat).
- Die Vulkane als Gebläse mit verdichtetem Knallgas dargestellt. In: Annalen der Physik und der physikalischen Chemie. Band 63, Nr. 9, 1819, S. 55–65 (Digitalisat, doi:10.1002/andp.18190630905) – Auszug aus The gas blow-pipe (1819).
- Account of a newly discovered variety of green Fluor Spar, of very uncommon beauty, and with remarkable properties of colour and phosphorescence. In: The Annals of Philosophy. Band 14, London 1819, S. 34–36 (Digitalisat).
- Method of obtaining Nickel in a state of perfect purity and malleability. In: The Annals of Philosophy. Band 14, London 1819, S. 142–144 (Digitalisat).
- On the alloy of Platinum and Lead. In: The Annals of Philosophy. Band 14, London 1819, S. 229–230 (Digitalisat).
- Observations on Gehlenite, made during a series of analytical experiments on this mineral; which prove that it contains Potass. In: The Annals of Philosophy. Band 14, London 1819, S. 449–453 (Digitalisat).
- On the alloy of Platinum and Tin. In: The Annals of Philosophy. Band 14, London 1819, S. 470 (Digitalisat).
- Observations upon the ores which contain Cadmium, and upon the discovery of this metal in the Derbyshire Silicates and other ores of Zinc. In: The Annals of Philosophy. Band 15, London 1820, S. 272–276 (Digitalisat).
- Regular crystallization of olive oil. In: The Annals of Philosophy. Band 15, London 1820, S. 329 (Digitalisat).
- Observations upon the Gas Blowpipe, and upon some of the more remarkable results which have been obtained in using this instrument during a course of five years […]. In: The Annals of Philosophy. Neue Folge, Band 1, London 1821, S. 419–430 (Digitalisat).
- On the chemical examination, characters, and natural history of Arragonite, explaining also the causes of the different specific gravity of its different sub-varieties. In: The Annals of Philosophy. Neue Folge, Band 2, London 1821, S. 57–62 (Digitalisat).
- On crystallized magnesian carbonate of lime from Alston Moor, in Cumberland, crystallized plumbago, and some other minerals from the mines of Cumberland. In: The Annals of Philosophy. Neue Folge, Band 2, London 1821, S. 415–417 (Digitalisat).
- On the chemical constituents of the purple precipitate of Cassius. In: Transactions of the Cambridge Philosophical Society. Band 1, 1822, S. 53–62 (Digitalisat).
- On a remarkable deposit of Natron found in cavities in the tower of Stoke Church, in the parish of Hartland, in Devonshire. In: Transactions of the Cambridge Philosophical Society. Band 1, 1822, S. 193–202 (Digitalisat).
- Upon the regular crystallization of Water, and upon the form of its primary crystals. In: Transactions of the Cambridge Philosophical Society. Band 1, 1822,S. 209–216 (Digitalisat).
- On Cadmium and the habitudes of some of its ores, showing the means of detecting the presence of the metal in English ores of Zinc. In: The Annals of Philosophy. Neue Folge, Band 3, London 1822, S. 123–128 (Digitalisat).
- On the presence and proportion of Cadmium in the metallic sheet Zinc of commerce. In: The Annals of Philosophy. Neue Folge, Band 3, London 1822, S. 195–199 (Digitalisat).